# إبطال (قانون)
الإبطال أو الإلغاء أو الفَسْخ أو الرُّجوع عن أو العُدول عن هو فعل الاسترجاع أو الإلغاء. ويعني إلغاء فعل أو سحب منحة أو امتياز أو إبطال صك كان موجودًا من قبل.

## قانون التعاقد
في قانون العقود يعد الإبطال أو الفسخ نوعًا من التعويض للمشترين عندما يتسلم المشتري سلعة غير مطابقة من البائع. قد يختار المشتري عند استلام السلعة غير المطابقة قبولها مع أنها غير مطابقة أو رفضها.